# Meridiano 130 este
El meridiano 130 este es una línea de longitud que se extiende desde el Polo Norte atravesando el Océano Ártico, Asia, el Océano Índico, Australia, el Océano Antártico y la Antártida hasta el Polo Sur.
El meridiano 130 este forma un gran círculo con el meridiano 50 oeste.

## De Polo a Polo
Comenzando en el Polo Norte y dirigiéndose hacia el Polo Sur, el meridiano atraviesa:
| Coordenadas                        | País, territorio o mar | Notas |
| ---------------------------------- | ---------------------- | --- |
| 90°0′N 130°0′E / 90.000, 130.000   | Océano Ártico          | Mar de Láptev |
| 77°14′N 130°0′E / 77.233, 130.000  | Mar de Láptev          | |
| 71°5′N 130°0′E / 71.083, 130.000   | Rusia                  | |
| 49°0′N 130°0′E / 49.000, 130.000   | China                  | Heilongjiang Jilin — desde 43°51′N 130°0′E / 43.850, 130.000 |
| 42°58′N 130°0′E / 42.967, 130.000  | Corea del Norte        | |
| 42°0′N 130°0′E / 42.000, 130.000   | Mar de Japón           | |
| 33°27′N 130°0′E / 33.450, 130.000  | Japón                  | Isla de Kyūshū — Prefectura de Saga — Prefectura de Nagasaki — desde 33°2′N 130°0′E / 33.033, 130.000 |
| 32°45′N 130°0′E / 32.750, 130.000  | Mar de China Oriental  | |
| 32°23′N 130°0′E / 32.383, 130.000  | Japón                  | Isla de Shimoshima — Prefectura de Kumamoto |
| 32°14′N 130°0′E / 32.233, 130.000  | Mar de China Oriental  | Pasando al este de la Islas Koshikijima, Japón (en 31°49′N 129°56′E / 31.817, 129.933) Pasando al este de la isla deKuroshima, Japón (en 31°49′N 129°57′E / 31.817, 129.950) Pasando al este de la isla de Kuchinoerabujima, Japón (en 30°28′N 130°8′E / 30.467, 130.133) |
| 30°0′N 130°0′E / 30.000, 130.000   | Océano Pacífico        | Pasando al este de la isla de Kuchinoshima, Japón (en 29°57′N 129°56′E / 29.950, 129.933) |
| 28°21′N 130°0′E / 28.350, 130.000  | Japón                  | Isla de Kikai — Prefectura de Kagoshima |
| 28°18′N 130°0′E / 28.300, 130.000  | Océano Pacífico        | |
| 0°14′N 130°0′E / 0.233, 130.000    | Mar de Halmahera       | Pasando por numerosas pequeñas islas de Indonesia |
| 1°45′S 130°0′E / -1.750, 130.000   | Indonesia              | Isla de Misool |
| 2°1′S 130°0′E / -2.017, 130.000    | Mar de Ceram           | |
| 2°59′S 130°0′E / -2.983, 130.000   | Indonesia              | Isla de Seram |
| 3°29′S 130°0′E / -3.483, 130.000   | Mar de Banda           | Pasando a través de las Islas de Banda (en 4°33′S 130°0′E / -4.550, 130.000) |
| 6°18′S 130°0′E / -6.300, 130.000   | Indonesia              | Isla de Serua, Indonesia |
| 6°19′S 130°0′E / -6.317, 130.000   | Mar de Banda           | |
| 7°42′S 130°0′E / -7.700, 130.000   | Indonesia              | Islas Babar |
| 7°44′S 130°0′E / -7.733, 130.000   | Mar de Timor           | Pasando al oeste de Isla de Bathurst, Territorio del Norte, Australia (ent 11°47′S 130°1′E / -11.783, 130.017) |
| 13°31′S 130°0′E / -13.517, 130.000 | Australia              | Territorio del Norte Australia Meridional — desde 26°0′S 130°0′E / -26.000, 130.000 |
| 31°35′S 130°0′E / -31.583, 130.000 | Océano Índico          | |
| 60°0′S 130°0′E / -60.000, 130.000  | Océano Antártico       | |
| 65°59′S 130°0′E / -65.983, 130.000 | Antártida              | Territorio Antártico Australiano, reclamado por Australia |